# Miasteczko Krajeńskie
Miasteczko Krajeńskie (dawniej Miasteczko Kraińskie; niem. Friedheim, Städtchen) – miasto w Polsce położone w województwie wielkopolskim, w powiecie pilskim, w gminie Miasteczko Krajeńskie.

## Położenie
Miasteczko Krajeńskie leży na historycznej Krajnie. Położone jest na południowy wschód od Piły, na północnym skraju Doliny Noteci.

## Historia
Prywatne miasto szlacheckie Miasteczko było własnością wojewody płockiego Piotra Potulickiego. Uzyskało prawa miejskie przed 1457 rokiem. Około 1580 roku leżało w powiecie nakielskim województwa kaliskiego.
24 października 1940 stało się siedzibą nowo utworzonej wiejskiej gminy Miasteczko Kraińskie, a w latach 1954–1972 znajdowała się tu siedziba gromady Miasteczko Krajeńskie, choć samo Miasteczko Krajeńskie – jako miasto – do żadnej z nich nie należało.
1 stycznia 1973, w wyniku reformy administracyjnej kraju, Miasteczko Krajeńskie utraciło prawa miejskie, zostając włączone jako wieś do gminy Białośliwie. Tym samym nazwa Miasteczko Krajeńskie zniknęła z mapy administracyjnej Polski. 1 stycznia 1992 w wyniku starań mieszkańców Miasteczko Krajeńskie stało się ponownie siedzibą reaktywowanej gminy Miasteczko Krajeńskie.
W latach 1975–1998 miejscowość administracyjnie należała do województwa pilskiego.
1 stycznia 2023 miejscowość uzyskała status miasta.

## Odzyskanie praw miejskich (2023)
27 września 2021 roku Rada Gminy przyjęła uchwałę w sprawie przeprowadzenia konsultacji społecznych z mieszkańcami w sprawie nadania statusu miasta miejscowości. Zarządzeniem z dnia 4.11.2021 wójt gminy określił termin konsultacji na dni 8-30 listopada 2021. W konsultacjach udział wzięło 337 osób z 3149 uprawnionych do głosowania mieszkańców gminy (frekwencja wyniosła 10,7%). Oddano 326 głosów ważnych i 11 nieważnych. Za nadaniem Miasteczku Krajeńskiemu statusu miasta było 268 osób, przeciwko było 40 głosujących, a 18 osób wstrzymało się od głosu. 1 stycznia 2023 doszło do przywrócenia statusu miasta.

## Zabytki
- Neogotycki kościół pw. Podwyższenia Krzyża Świętego z 1899 roku – tutejsza parafia była ostatnią placówką wikariuszowską prymasa Polski kardynała Józefa Glempa,
- Pomnik poległych i pomordowanych na rynku miejskim,
- Zabytkowy dom szachulcowy z 1850/1851 r. na Placu Wolności,

- Grób Michała Drzymały na cmentarzu miejskim,

- Pozostałości cmentarza żydowskiego.

Wybrane zabytki Miasteczka Krajeńskiego
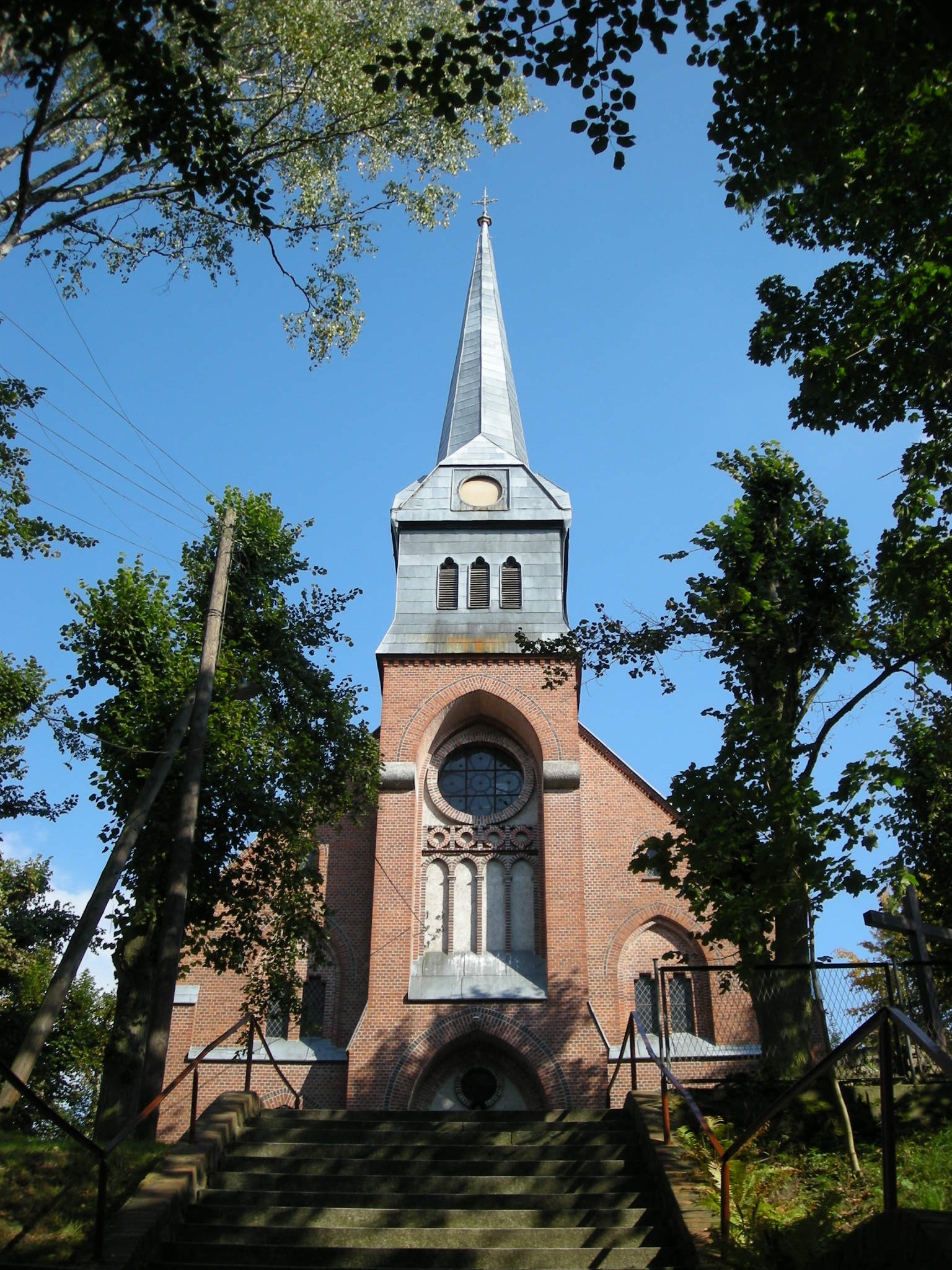
Kościół Podwyższenia Krzyża Świętego
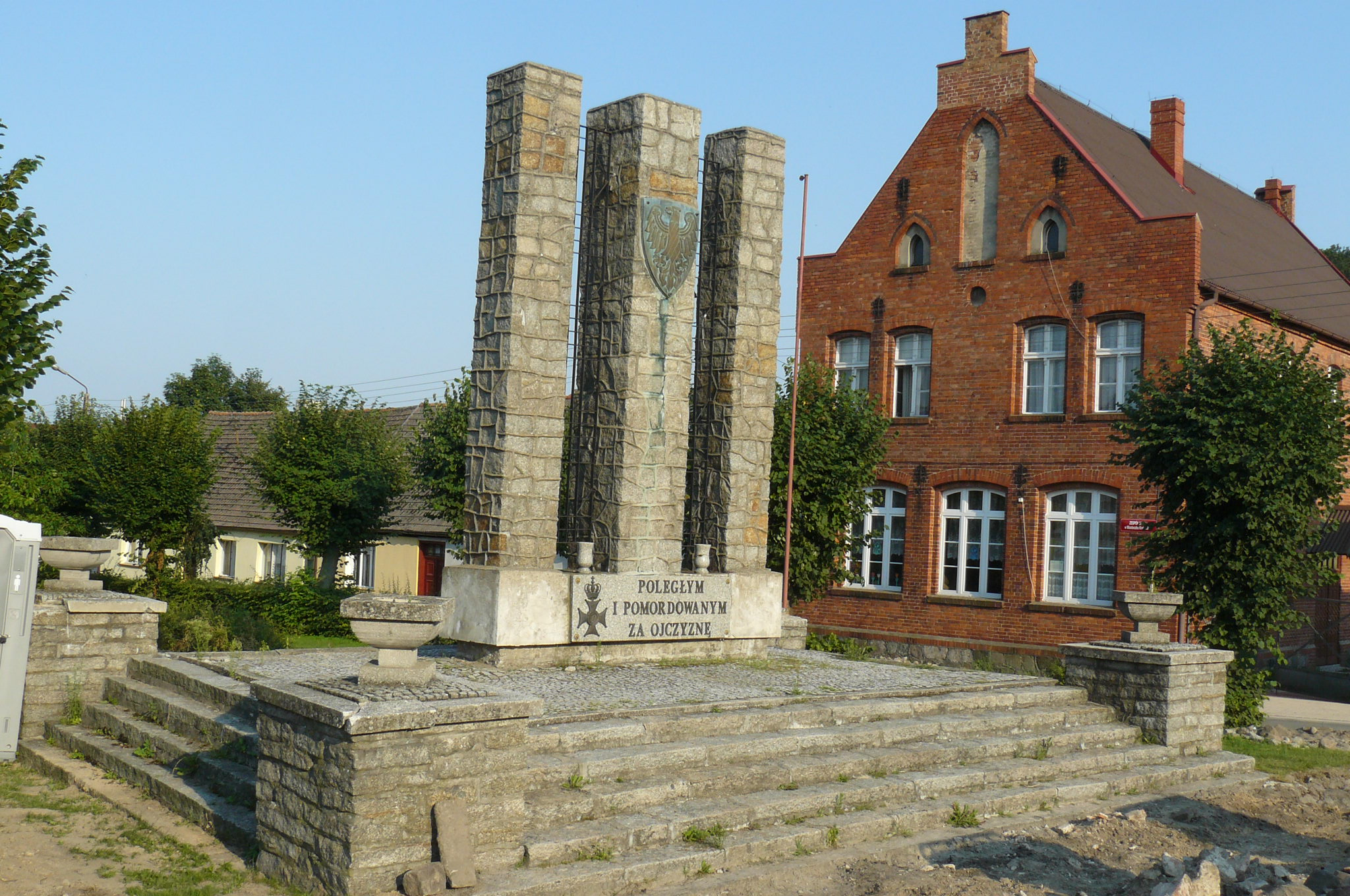
Pomnik poległych i pomordowanych
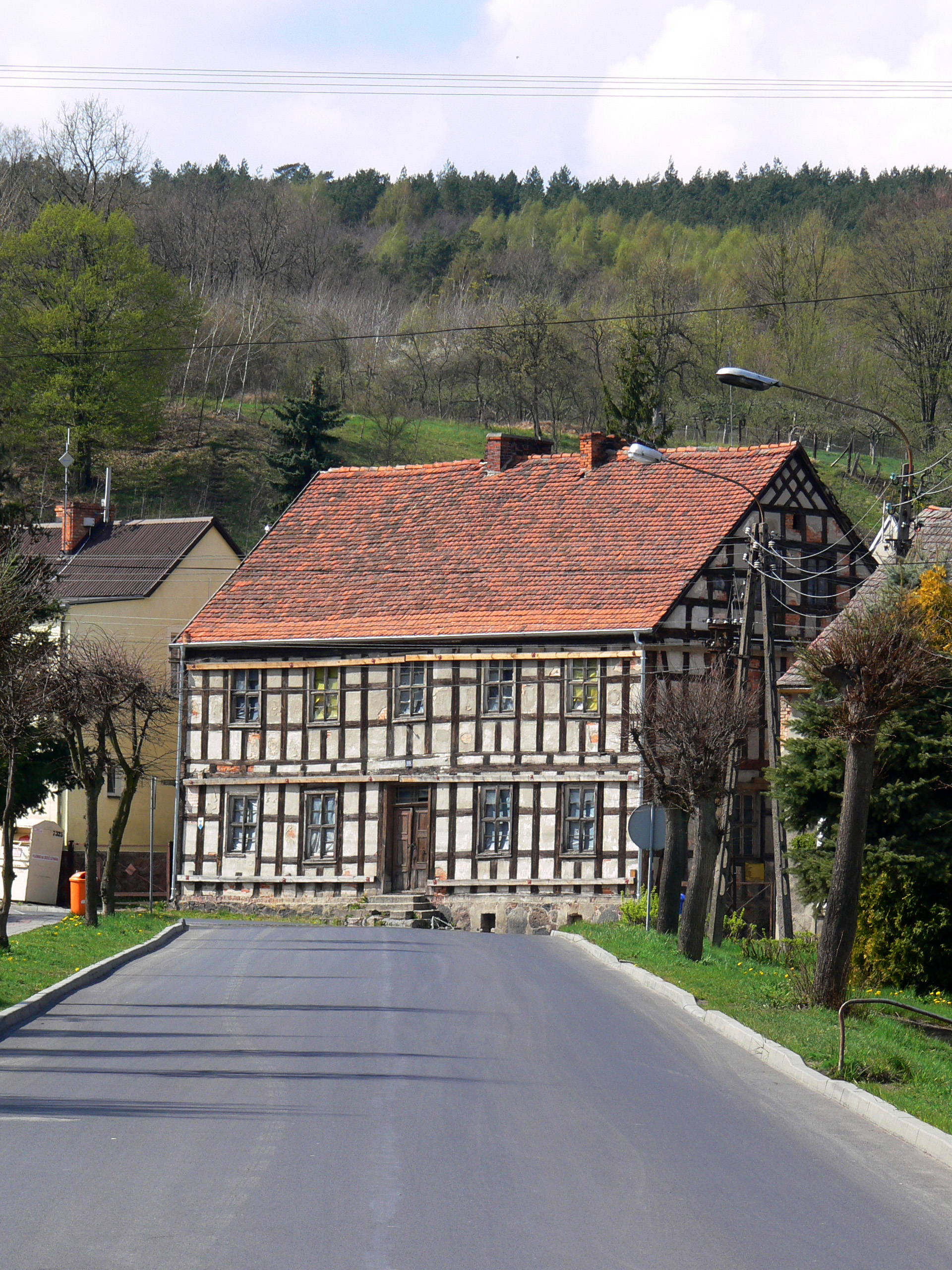
Dom szachulcowy
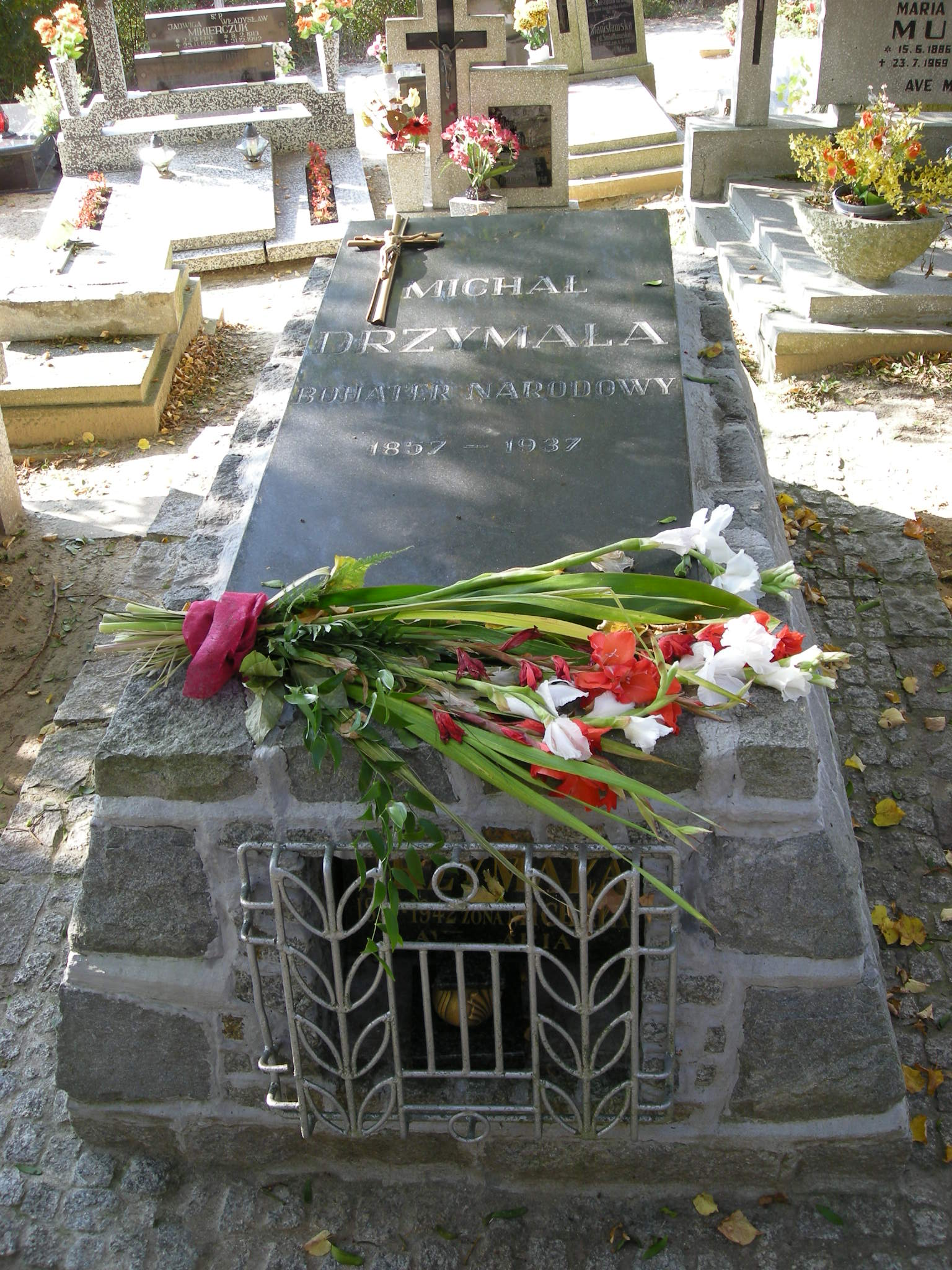
Grób Michała Drzymały